# Томас, Дилан
Ди́лан Ма́рлайс То́мас (англ. Dylan Marlais Thomas; 27 октября 1914 — 9 ноября 1953) — валлийский поэт, прозаик, драматург, публицист.

## Биография
Дилан Томас родился в приморском городе Суонси на юге Уэльса. Его отец был писателем, имел учёную степень по английскому языку. Дилана воспитывали так, чтобы он знал только английский язык, хотя валлийский был родным языком его матери. Именем Марлайс Томас обязан своему дяде, проповеднику-унитарианисту Уильяму Томасу, который увлекался кельтской культурой Уэльса и взял себе бардическое имя Гвилим Марлес (Gwilym Marles).
Томас окончил грамматическую школу Суонси в районе Маунт-Плезант; его отец преподавал в этой школе для мальчиков английскую литературу. В школьном журнале Дилан опубликовал своё первое стихотворение. В 16 лет он бросил школу и полтора года работал репортёром.
Детство Томаса прошло главным образом в Суонси, а также на ферме в Кармартеншире, принадлежавшей семье его матери. Эти поездки в деревню и их контраст с городской жизнью в Суонси, стали основой для большой части творчества Томаса, в особенности его рассказов и радиопостановок, а также стихотворения «Папоротниковый холм».
Половина стихотворений Томаса и многие рассказы были написаны в принадлежавшем его семье доме номер 5 по Кумдонкин-драйв; там было создано, в частности, стихотворение «И безвластна смерть остаётся», одно из самых известных произведений Томаса (оно было использовано в фильме Стивена Содерберга «Солярис»). Ко времени выхода первого сборника «18 стихотворений» (ноябрь 1934) Томас был уже одним из самых известных молодых англоязычных поэтов.
Затем последовали сборники «Двадцать пять стихотворений» (1936), «Карта любви» (1939, в него вошли стихи и проза), «Смерти и входы» (1946).
В 1937 году Томас женился на Кэйтлин Макнамара. У них родилось трое детей, несмотря на сложности во взаимоотношениях и частые измены. В январе 1939 года родился сын Ллевеллин (скончался в 2000 году). В марте 1943 года родилась дочь Айронуи, а в июле 1949 года — сын Колм Гаран.
Во время Второй мировой войны Томас не был призван в армию, так как был признан негодным к службе по состоянию здоровья. Тем не менее, он работал на правительство — писал пропагандистские тексты.
Томас любил хвастаться тем, как много алкоголя он мог употребить. Одна из известных его фраз — «Я выпил 18 порций неразбавленного виски; кажется, это рекорд» (I’ve had 18 straight whiskies. I think that’s the record).

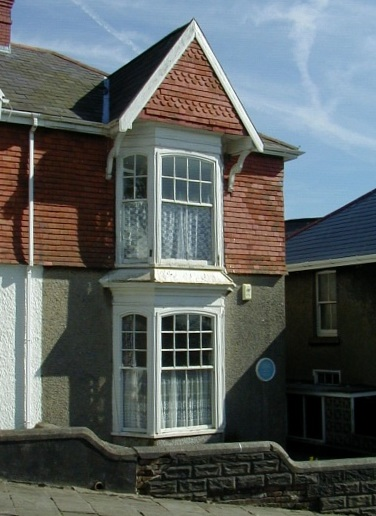
Дом по Кумдонкин-драйв, 5, где родился Томас

9 ноября 1953 года, когда Томас выпивал в «Таверне „Белая Лошадь“» на Манхэттене, он потерял сознание; позже он скончался в больнице святого Винсента в возрасте 39 лет. Причиной его смерти стала пневмония в сочетании с повышенным давлением в кровяных сосудах мозга и проблемами с печенью. По некоторым сведениям, его последние слова были «И это всё, что я сделал в 39 лет». После смерти он был перевезён в Уэльс и похоронен возле церкви в Лохарне (Кармартеншир). В 1994 году там же была похоронена его вдова Кэйтлин.

## Творчество
В отличие от творчества поэтов его времени, обратившихся к реализму, для поэзии Томаса характерны яркие, подчас фантастические образы; во многом его творчество близко романтической традиции. Важным источником его вдохновения были валлийский фольклор и мифология, детские впечатления от жизни в сельском Уэльсе (его пьеса «Детство, Рождество, Уэльс» до сих пор каждый год читается по радио на Рождество, а радиопьеса «Под сенью молочного леса», самое, пожалуй, известное произведение Томаса, посвящена жизни небольшого валлийского города).
По драме Дилана Томаса «Доктор и дьяволы» был поставлен фильм с Тимоти Далтоном в главной роли. Сюжет основан на подлинной истории, как учёный покупал свежие трупы для анатомических исследований, хотя и подозревал, что их добыли убийством.
Наиболее известные прозаические произведения Томаса:
- «Портрет художника в щенячестве» (Portrait of the Artist as a Young Dog)
- «Под сенью молочного леса» (Under Milk Wood)
- «Детство, Рождество, Уэльс» (A Child’s Christmas in Wales)
- «Школа ведьм»

Самые известные стихотворения:
- «И безвластна смерть остаётся» (And death shall have no dominion)
- «Не уходи смиренно в сумрак вечной тьмы» (Do not go gentle into that good night)
- «Папоротниковый холм» (Fern Hill)

### Переводчики
- Фрид, Эрих на немецкий язык
- Баранчак, Станислав на польский язык
- Джан Юджель на турецкий язык
- Штейнберг, Аркадий Акимович на русский язык
- Сергеев, Андрей Яковлевич на русский язык
- Британишский, Владимир на русский язык
- Седакова, Ольга на русский язык
- Бетаки, Василий Павлович на русский язык
- Штыпель, Аркадий Моисеевич на русский язык
- Суриц, Елена на русский язык (проза)
- Пауль-Ээрик Руммо на эстонский язык (стихотворения и «Молочный лес»)
- Аронштейн, Борис на русский язык (стихотворения и поэмы)